# Léonnatos
Léonnatos ou Léonnat (en grec ancien Λεόννατος / Leónnatos), né vers 356 av. J.-C., mort en Thessalie en 322, est l'un des sômatophylaques (gardes du corps) d'Alexandre le Grand. Il devient satrape de Phrygie hellespontique à la mort du roi en 323 et prend part à la guerre lamiaque durant laquelle il trouve la mort.

## Sous le règne d'Alexandre
Léonnatos est né vers 356 av. J.-C. dans la famille princière de Lyncestide, région frontalière de la Macédoine soumise par Philippe II. Compagnon d’enfance d'Alexandre, il prend part à la conquête de l'empire perse et devient l'un des sept sômatophylaques (garde du corps du roi) en 331. C'est un officier réputé pour sa noblesse mais présenté par Plutarque comme instable et sujet à de soudaines impulsions. Il prend de l'importance lors de l'expédition en Inde, où il seconde Alexandre pendant la descente de l'Indus en 325. Il est par ailleurs chargé de pacifier la région de l'embouchure de l'Indus et de préparer le ravitaillement de la flotte de Néarque, tandis qu'Alexandre et Héphaistion soumettent les deux peuples de la région (Arabites et Orites) avant de s'enfoncer dans le désert de Makran en Gédrosie. Il achève la soumission de la région en battant définitivement les Orites en automne 325. Mais la région reste peu sûre et Néarque a été contraint de retarder son départ.

## Durant la guerre lamiaque
À la mort d'Alexandre, dans le cadre des accords de Babylone, Démarque est remplacé à son poste par Léonnatos. Le Conseil des Sômatophylaques et des Philois (Amis) désigne Léonnatos, en compagnie de Perdiccas, tuteur (prostatès) provisoire de l'enfant à naître de Roxane, le futur Alexandre IV. Par les accords de Babylone, Léonnatos abandonne la prostasie à Cratère et reçoit la Phrygie hellespontique : il s'agit d'une satrapie stratégique, car elle permet le contrôle des détroits reliant le Pont-Euxin à la Mer Égée ; elle est considérée comme l'une des plus importantes avec la Perse, la Médie et l'Égypte. Selon Plutarque, Léonnatos aurait nourri des ambitions royales, légitimé, pense-t-il, par sa parenté avec la mère de Philippe II, Eurydice, et la promesse d’un mariage avec Cléopâtre, sœur d’Alexandre et veuve d'Alexandre le Molosse, roi d'Épire.
Dans le cadre des accords de Babylone, Perdiccas, le chiliarque de l'empire, demande à Léonnatos de mener avec Antigone le Borgne la conquête de la Cappadoce au profit d'Eumène de Cardia. Au titre de commandant de l'armée de Cappadoce, il accompagne Eumène de Babylone jusqu’en Phrygie, atteinte au printemps 322, et s'installe à la tête de sa satrapie.
Mais au moment de mener campagne en Cappadoce, Antipater, enfermé dans Lamia en Thessalie, lui envoie un appel afin que celui-ci vienne à son secours face à l’offensive athénienne. La guerre lamiaque apparaît à Léonnatos comme une aubaine. Elle lui donne en effet l'occasion de remporter un succès militaire dont il espère profiter pour remplacer Antipater à la régence et peut-être se proclamer roi de Macédoine. Il informe Eumène de ses projets et tente de le convaincre, mais l'ancien chancelier d'Alexandre s'enfuit et prévient Perdiccas dont il devient le principal allié. Cette tentative d'alliance paraît surtout motivée par les 5 000 talents que le chiliarque a confiés à Eumène.
Léonnatos détourne donc une grande partie de l'armée destinée à la conquête de la Cappadoce et intervient pour secourir Antipater. Il dispose de 25 000 fantassins et de 2 500 cavaliers pour faire face aux troupes grecques commandées par Antiphile. Sa cavalerie thessalienne faisant défection, Léonnatos est vaincu et tué lors d'un engagement aux pieds des remparts de Lamia. L'essentiel de ses fantassins parviennent néanmoins à rejoindre Antipater.

### Sources antiques
- Plutarque, Vies parallèles [détail des éditions] [lire en ligne], Eumène ;
- Diodore de Sicile, Bibliothèque historique [détail des éditions] [lire en ligne], XVII, XVIII.